# Bulgaria tại Thế vận hội Mùa hè 1896
Ủy ban Thế vận hội Bulgaria chọn một vận động viên thể dục, Charles Champaud, tham dự cho quốc gia tại Thế vận hội Mùa hè 1896. Điều này làm Bulgaria thành một trong 14 quốc gia hiện diện tại Thế vận hội Mùa hè được khai mạc. Champaud, một giáo viên thể dục người Thụy Sĩ sống tại Sofia, thường được tính vào kết quả của Thụy Sĩ tại Thế vận hội 1896, trước khi các Ủy ban Olympic Quốc gia được thành lập.

## Huy chương
Bungary không giành được huy chương nào.

## Thể dục dụng cụ
| Nội dung       | Hạng | Vận động viên    |
| -------------- | ---- | ---------------- |
|                |      |                  |
| Vòng treo      | –    | Charles Champaud |
|                |      |                  |
| Cầu thăng bằng | –    | Charles Champaud |
|                |      |                  |
| Xà đơn         | –    | Charles Champaud |
|                |      |                  |